# Hassena Ould Ely
Hassena Ould Ely es un político de Mauritania, licenciado en Ciencias Económicas por la Universidad de Poitiers.
Ha sido profesor de gestión financiera, política monetaria y finanzas internacionales en la Universidad de Maine, Estados Unidos. Ha publicado diversos trabajos sobre relaciones comerciales, estudios sobre situaciones de riesgos económicos y econometría, entre otros.
El 31 de agosto de 2008 fue nombrado Ministro de Pesca y Economía Marítima por el gobierno bajo control militar de Mulay Uld Mohamed Laghdaf, surgido tras el golpe de Estado que derrocó al presidente Sidi Uld Cheij Abdallahi